# David Bory
Pour les articles homonymes, voir Bory.
Pas d'image ? Cliquez ici

a Compétitions nationales et continentales officielles uniquement.

b Matchs officiels uniquement.
Dernière mise à jour le 11 août 2017.
David Bory (né le 8 mars 1976 à Vichy) est un joueur international français de rugby à XV évoluant au poste d'ailier.

## Biographie
David Bory a longtemps joué sous les couleurs de l'ASM Montferrand. Il a aussi évolué dans le club de Bath entre 2005 et 2007.
Ailier rapide, il a remporté le grand chelem avec l'équipe de France en 2002, aux côtés de deux de ses coéquipiers (Tony Marsh et Aurélien Rougerie, et avec Jimmy Marlu comme remplaçant) dans une ligne de trois-quart commandée par Gérald Merceron, son demi d'ouverture en club.
À la suite de la blessure de Xavier Garbajosa durant la compétition, il est appelé à disputer la Coupe du monde de 2003.

## Palmarès en club
- Challenge Européen :
  - Vainqueur (1) : 1999 avec l'ASM
  - Finaliste (1) : 2007 avec Bath
- Championnat de France de rugby à XV
  - Finaliste (2) : 1999 et 2001
- HCup :
  - Demi-finaliste (1) : 2006 avec Bath

## Sélection nationale
- 18 sélections (au 31/12/2005)
- Coupe de Monde en Australie en 2003 - 4e place
- Grand Chelem en 2002
- 10 points
- 2 essais
- 1er match le 19 mars 2000 contre l'Équipe d'Irlande de rugby à XV .

### Tournoi des Six Nations
| Édition          | Rang | Résultats France | Résultats Bory | Matchs Bory |
| ---------------- | ---- | ---------------- | -------------- | ----------- |
| Six Nations 2000 | 2    | 3 v, 0 n, 2 d    | 1 v, 0 n, 1 d  | 2/5         |
| Six Nations 2001 | 5    | 2 v, 0 n, 3 d    | 1 v, 0 n, 1 d  | 2/5         |
| Six Nations 2002 | 1    | 5 v, 0 n, 0 d    | 4 v, 0 n, 0 d  | 4/5         |

Légende : v = victoire ; n = match nul ; d = défaite ; la ligne est en gras quand il y a Grand Chelem.

### Coupe du monde
| Édition        | Rang      | Résultats France | Résultats Bory | Matchs Bory |
| -------------- | --------- | ---------------- | -------------- | ----------- |
| Australie 2003 | Quatrième | 5 v, 0 n, 2 d    | 1 v, 0 n, 1 d  | 2/7         |

Légende : v = victoire ; n = match nul ; d = défaite.